# Limbi semitice
Limbile semitice fac parte din familia limbilor afro-asiatice (hamito-semitice). Noțiunea de "semitic" a fost creată în anul 1781 de filologul August Ludwig von Schlözer, profesor la Göttingen. Noțiunea face referire la Sem, personajul biblic prezentat în Vechiul Testament ca strămoș al arameilor, asirienilor, elamiților, caldeenilor și lidienilor.

## Clasificare

### Limbile semitice estice
- Akkadiană — moartă
- Eblaită — moartă

### Limbile semitice nord-vestice
- Amorită — moartă
- Ugaritică — moartă

#### Limbile canaaneene
- Ammonită — moartă
- Moabită — moartă
- Edomită — moartă
- Ebraică și neo-ebraică, limbă oficială în Israel
- Feniciană — moartă

#### Limbile aramaice
Aramaice occidentale: 
- Nabateană — moartă

Aramaice central occidentale: 
- Aramaică iudeo-palestiniană - moartă, folosită ca limba liturgică și scolastică în iudaism (Talmudul palestinian, Midrashim)
- Aramaică Samariteană - moartă, dialect folosit ca limbă liturgică de către samariteni
- Aramaică palestiniană creștină - moartă
- Neo-Aramaică occidentală (Ma'alula în Siria) — dialecte vorbite actual

Aramaice orientale: 
- Aramaică biblică - moartă
- Aramaică hatrană - moartă
- Siriacă - dialecte vorbite actual
- Aramaică iudeo-babiloneană medie - moartă, folosită ca limbă liturgică și scolastică în iudaism, alături de ebraică (Talmudul babilonean, rugăciuni, Kabala)
- Neo-Aramaică chaldeeană (Alqosh) — dialecte vorbite actual
- Neo-Aramaică asiriană (Urmia și Hakkari în Turcia) — dialecte vorbite actual
- Senaya — dialecte vorbite actual
- Koy Sanjaq Surat — dialecte vorbite actual
- Hertevin — dialecte vorbite actual
- Turoyo — dialecte vorbite actual
- Mlahso — moartă
- Mandaică — dialecte vorbite actual
- Judeo-Aramaică — dialecte vorbite actual

#### Araba
- Vechea nord-arabă - moartă
- Arabă:

- Fusha — (اللغة العربية الفصحى "limba arabă elocventă, clară"), limba scrisă împărțită în:
1) arabă clasică
2) medio-arabă
3) arabă modernă standard
Principalele grupări dialectale sunt:
- Araba egipteană: vorbită de aproape 76 de milioane de egipteni, fiind, varietatea înțeleasă poate cel mai mult, datorită popularitații filmelor și emisiunilor de televiziune egiptene.
- Araba magrebină (araba algeriană, marocană, tunisiană și malteză și dialectul libian din vest). Dialectele marocan și algerian sunt vorbite de câte 20 de milioane de oameni.
- Araba levantină (dialectul sirian, libanez și palestinian de vest, iordanian din vest și araba cipriotă maronită).
- Araba mesopotamiană (vorbită în Irak, Anatolia, estul Siriei, Khuzistan) cu diferențe mari între dialectele gilit din sud, și dialectele mult mai conservatoare qeltu, dialectele din zonele nordice.
- Araba din estul Peninsulei Arabe (estul Arabiei Saudite, Irakul de vest, Siria de est, Iordania și regiuni din Oman).
- Araba din Golf sau Khalīji (Bahrein, Provincia Saudită de Est, Kuweit, Emiratele Arabe Unite, Qatar și Oman).

Alte varietăți includ:
- Hassānīya (în Mauritania și Sahara de Est).
- Araba sudaneză (cu un dialect care se prelungește până în Ciad).
- Araba din Hedjaz (coasta de vest a Arabiei Saudite, nordul Arabiei Saudite, estul Iordaniei, vestul Irakului).
- Araba din Nedjd (regiunea Nedjd din centrul Arabiei Saudite).
- Araba din Yemen (din Yemen până în sudul Arabiei Saudite).
- Araba central-asiatică.
- Araba andalusă (Iberia până în sec. XVII).
- Araba siciliană (Sicilia, sudul Italiei până în sec XIV).

Malteza, care se vorbește în insula mediteraneană Malta, este singura care s-a format ca limbă de sine-stătătoare, cu norme literare independente. Pe lângă fonologie, malteza se aseamănă destul de mult cu varietățile urbane ale arabei tunisiene, deși, pe parcursul istoriei, limba a adoptat numeroase împrumuturi, trasături fonetice și fonologice, dar și câteva tipare gramaticale din italiană, siciliană și engleză. De asemenea, este singura limbă semitică care se scrie în alfabetul latin.

#### Limbile semitice sudice
Aici intră antica sud-arabică, o limbă moartă acum, dar care se pare că a stat la baza următoarelor limbi: 
- Sabeeana — moartă
- Mineană — moartă
- Qatabaniană — moartă
- Hadhramawtică — moartă
- Ge'ez — moartă, folosită doar ca limbă liturgică de către Biserica Ortotoxă din Etiopia și Eritreea.
- Tigrinya — limbă oficială în Eritreea
- Tigré
- Dahlik
- Amharică sau Amhară — limbă oficială în Etiopia
- Argobba
- Harari
- Selti (Silt'e)
- Zway (Zay)
- Ulbare
- Wolane
- Inneqor
- Gafat — moartă
- Soddo (Kistane)
- Goggot
- Mesmes — moartă
- Muher
- Masqan (Mesqan)
- Ezha
- Chaha
- Gura
- Gumer
- Gyeto
- Ennemor (Inor)
- Endegen

#### Limbile semitice sud-estice
Aceste limbi cu un număr redus de vorbitori sunt prezente în Yemen și Oman.
- Bathari
- Harsusi
- Hobyot
- Jibbali (numită și Shehri)
- Mehri
- Soqotri — vorbită în insulele Soqotra, Abd el Kuri ași Samha (Yemen) și în Emiratele Arabe Unite.